# Miss Polski 2021
Miss Polski 2021 fue la 32.ª edición de Miss Polski, que se llevó a cabo el 15 de agosto de 2021. La ganadora fue Agata Wdowiak de Lodz. Wdowiak representó a Polonia en Miss Universo 2021 y posteriormente en Miss Supranacional 2022 donde llegó al Top 12 de semifinalistas y ganó el título de Miss Supranacional Europa.

## Resultados
| Posiciones                                                                  | Candidata |
| --------------------------------------------------------------------------- | --- |
| Miss Polski 2021 Miss Universo Polonia 2021 Miss Supranacional Polonia 2022 | - Lodz - Agata Wdowiak |
| Primera finalista                                                           | - Podlaquia - Natalia Brzozowska |
| Segunda finalista                                                           | - Pequeña Polonia - Magdalena Majda |
| Tercera finalista                                                           | - Baja Silesia - Dominika Dąda |
| Cuarta finalista                                                            | - Baja Silesia - Stella Czyszewicz |
| Top 10                                                                      | - Pequeña Polonia - Justyna Kokoszka - Lubusz - Paulina Węglarz - Podlaquia - Aleksandra Wasik - Silesia - Sara Marut - Comunidad polaca en el Reino Unido - Sabrinę Olkowicz |

### Premios especiales
| Premio                  | Candidata                                               |
| ----------------------- | ------------------------------------------------------- |
| Miss Simpatía           | - Podlaquia - Weronika Przestrzelska                    |
| Miss Gracia y Elegancia | - Lubusz - Paulina Węglarz                              |
| Miss Internet           | - Comunidad polaca en el Reino Unido - Sabrinę Olkowicz |
| Miss Fotogénica         | - Podlaquia - Aleksandra Wasik                          |
| Miss Audiencia Polstat  | - Pequeña Polonia - Justyna Kokoszka                    |
| Miss Schubert Jeweler   | - Lodz - Emilia Królikowska                             |
| Miss Redes Sociales     | - Lodz - Emilia Królikowska                             |

## Jurado
El jurado (panel de jueces) estuvo compuesto por:
- Ewa Wachowicz - Miss Polonia 1992 y World Miss University 1993
- Viola Piekut
- Edyta Herbuś
- Viki Gabor
- Elżbieta Sawerska - Miss Polski 2004
- Katarzyna Krzeszowska - Miss Polski 2012
- Magdalena Kasiborska - Miss Polski 2019
- Anna-Maria Jaromin - Miss Polski 2020

## Finalistas
| Voivodato                          | Candidata              | Edad |
| ---------------------------------- | ---------------------- | ---- |
| Baja Silesia                       | Dominika Dąda          | 23   |
| Baja Silesia                       | Jowita Orłowska        | 26   |
| Baja Silesia                       | Pamela Bielawska       | 21   |
| Baja Silesia                       | Stella Czyszewicz      | 21   |
| Comunidad polaca en el Reino Unido | Sabrinę Olkowicz       | 26   |
| Comunidad polaca en el Reino Unido | Sandra Salamon         | 22   |
| Gran Polonia                       | Hanna Liebner          | 24   |
| Lodz                               | Agata Wdowiak          | 24   |
| Lodz                               | Emilia Królikowska     | 22   |
| Lodz                               | Kamila Grzegorczyk     | 20   |
| Lubusz                             | Paulina Węglarz        | 24   |
| Pequeña Polonia                    | Gabriela Ziembańska    | 23   |
| Pequeña Polonia                    | Justyna Kokoszka       | 18   |
| Pequeña Polonia                    | Kathrin Januszewska    | 18   |
| Pequeña Polonia                    | Magdalena Majda        | 20   |
| Pequeña Polonia                    | Zofia Krupa            | 20   |
| Podlaquia                          | Aleksandra Wasik       | 20   |
| Podlaquia                          | Klaudia Modzelewska    | 19   |
| Podlaquia                          | Natalia Brzozowska     | 22   |
| Podlaquia                          | Weronika Przestrzelska | 21   |
| Pomerania Occidental               | Agnieszka Szuszkiewicz | 19   |
| Pomerania Occidental               | Iwona Górska           | 23   |
| Silesia                            | Angelika Krzymień      | 24   |
| Silesia                            | Sara Marut             | 18   |

### Retiros
- Cuyavia y Pomerania
- Lublin
- Mazovia
- Varmia y Masuria

### Regreso
Compitió por última vez en 2018:
- Comunidad polaca en el Reino Unido